# Kromfohrländer
De Kromfohrländer is een hondenras dat afkomstig is uit Duitsland. Het ras is ontstaan in 1945 als kruising van een Foxterriër met vermoedelijk een Grand Basset griffon vendéen. Het dier wordt gehouden als gezelschapshond. Een volwassen dier is ongeveer 42 centimeter hoog.
Bichon frisé ·
Bolognezer ·
Bostonterriër ·
Cavalier-kingcharlesspaniël ·
Chihuahua ·
Chinese gekuifde naakthond ·
Coton de Tuléar ·
Épagneul nain continental ·
Franse buldog ·
Franse poedel ·
Griffon belge ·
Griffon bruxellois ·
Havanezer ·
Japanse spaniël ·
Kingcharlesspaniël ·
Kromfohrländer ·
Leeuwhondje ·
Lhasa Apso ·
Maltezer ·
Markiesje ·
Mopshond ·
Pekingees ·
Petit brabançon ·
Prazsky krysarik ·
Russische toyterriër ·
Shih tzu ·
Tibetaanse spaniël ·
Tibetaanse terriër